# Pulicaire odorante
Pulicaria odora
Espèce
La Pulicaire odorante, Pulicaria odora, est une espèce de plantes à fleurs de la famille des Asteraceae. C'est une plante méditerranéenne que l'on retrouve aussi au Portugal et aux Canaries.

## Systématique
Le nom scientifique complet (avec auteur) de ce taxon est Pulicaria odora (L.) Rchb..
L'espèce a été initialement classée dans le genre Inula sous le basionyme Inula odora L..
Le nom recommandé ou typique pour ce taxon est Pulicaire odorante. On rencontre également le nom Inule odorante.
Pulicaria odora a pour synonymes :
- Inula apula Crantz
- Inula dumetorum Salzm.
- Inula dumetorum Salzm. ex DC.
- Inula odora L.
- Pulicaria congesta C.Koch
- Pulicaria congesta K.Koch
- Pulicaria dumetorum Salzm.
- Pulicaria dumetorum Salzm. ex Ball
- Pulicaria odora subsp. majoricensis (Gand.) Gand., 1910
- Pulicaria odora subsp. odora
- Pulicaria odora var. lanata Maire & Sennen
- Pulicaria odora var. macrocephala Ball
- Pulicaria odora var. odora